# Trigona amalthea
Trigona amalthea (лат.) — вид пчёл рода тригоны из трибы Meliponini семейства Apidae (Apinae).

## Распространение
Эндемичный неотропический вид, который встречается в Центральной (от Мексики) и Южной Америке (до Бразилии и Парагвая).

## Описание
Среднего размера пчёлы, которые не используют жало при защите. Длина рабочих и самцов 4,75—6,0 мм, самок — около 9,5 мм. Поверхность хитинового покрова чёрная. Мандибулы пятизубчатые, чёрные, но почти без исключения непосредственно перед вершиной с узкой красной полосой. Длина малярного пространства несколько меньше ширины жгутика. Наличник совершенно плоский, его длина меньше половины его наибольшей ширины, без или почти без торчащих волосков. Скапус также без черных щетинок. Задние голени со слабым внутренним углом на вершине сзади. Крылья несколько дымчатые.

## Классификация
Вид был впервые описан в 1789 году под названием Apis Amalthea Olivier, 1789. Типовой вид рода тригоны из трибы Meliponini подсемейства Apinae (Apidae).